# Carlos Alberto Torres
Carlos Alberto Torres (17. červenec 1944, Rio de Janeiro – 25. října 2016, Rio de Janeiro) byl brazilský fotbalista. Hrával na pozici pravého obránce.
Jeho synem je bývalý fotbalista Alexandre Torres.
S brazilskou fotbalovou reprezentací vyhrál mistrovství světa roku 1970, tým zde vedl jako kapitán a dostal se i do all-stars turnaje. Za národní tým celkem odehrál 53 utkání a vstřelil 8 branek. Pelé ho roku 2004 zařadil mezi 125 nejlepších žijících fotbalistů.
V dresu Fluminense FC vyhrál Campeonato Carioca v letech 1964, 1975 a 1976 a se Santos FC Campeonato Paulista 1967, 1968, 1969 a 1973. Od roku 1977 hrál za New York Cosmos a stal se vítězem NASL v letech 1977, 1978, 1980 a 1982. V roce 1982 ukončil hráčskou kariéru, jako trenér s Flamengem vyhrál Campeonato Brasileiro Série A v roce 1983 a s Botafogem Pohár CONMEBOL 1993, vedl také Fluminenese, Clube Náutico Capibaribe, Once Caldas, Querétaro FC a ázerbájdžánskou reprezentaci. Působil v komunální politice jako zástupce Demokratické strany práce.
V roce 1998 byl zvolen do nejlepší fotbalové jedenáctky dvacátého století.